# Jenisch
De Jenische taal wordt door Jenische mensen gesproken.
Deze taal heeft zich in het Duitse taalgebied en in Frankrijk ontwikkeld. De taal bevat elementen van het Duits, het Jiddisch en het Rotwelsch, alsmede enige leenwoorden uit het Romani.
Het Rodi, de taal van de inheemse Noorse reizigers, vertoont gelijkenissen met het Jenisch.

## Voorbeeld van een zin
| Jenisch                                                        | Nederlands                                                       |
| -------------------------------------------------------------- | ---------------------------------------------------------------- |
| Am verholchten Schai isch mir de Laschischmadori muli tschant, | Gisteren is mijn koffiezetapparaat kapotgegaan,                  |
| selber linstne ne zgwand zmenge,                               | ik probeerde het eerst zelf te repareren,                        |
| isch me abe gehochlt lori,                                     | maar het lukte me niet,                                          |
| drum delt ne mim olmische zem ne menge gwand.                  | daarom bracht ik het naar mijn vader, om het te laten repareren. |